# Lucas Pope
Lucas Pope es un desarrollador de videojuegos estadounidense, conocido por diseñar y producir el videojuego Papers, Please, gracias al cual en 2014 recibió el premio BAFTA en la categoría de «Mejor Juego de Simulación». Trabajó como desarrollador para Naughty Dog en las series de Uncharted, pero decidió salir de la empresa en 2010 después de que Uncharted 2: El reino de los ladrones fuese lanzado, para mudarse con su esposa a Saitama, Japón.

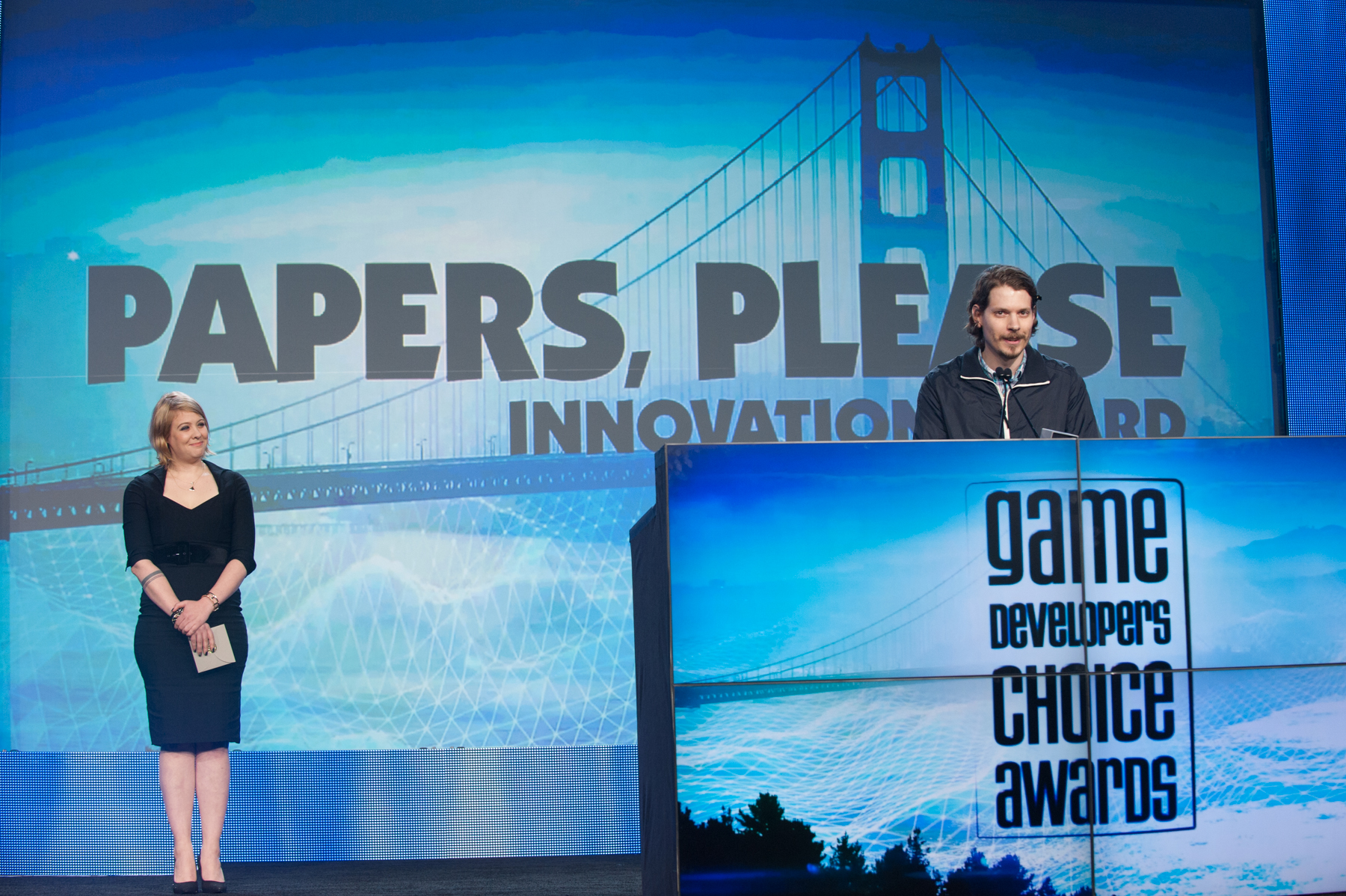
Lucas Pope en la GDC 2014.

## Papers, Please
Papers, Please fue desarrollado en noviembre del 2012, trabajando con el lenguaje de programación Haxe y NME framework, siendo ambas aplicaciones de código abierto. Como inmigrante estadounidense que vive en Japón, Lucas Pope ha tenido que lidiar con asuntos migratorios en sus viajes. Este pensó que sus experiencias migratorias, descritas por el mismo como «tensas», podían materializarse en un juego. El juego ganó en la categoría de «Mejor Juego de Simulación» y fue nominado a las categorías de «Mejor Juego» e «Innovación» en los Premios BAFTA de Videojuegos de 2014. Pope anunció por su cuenta de Twitter el 29 de mayo de 2017 que un cortometraje adaptado del videojuego estaba siendo producido por Nikita y Liliya Ordynskiy.

## Juegos
| Videojuego              | Publicación           |
| ----------------------- | --------------------- |
| The Republia Times      | 14 de abril de 2012   |
| 6 Degrees of Sabotage   | 23 de abril de 2012   |
| Papers, Please          | 8 de agosto de 2013   |
| The Sea Has No Claim    | 28 de abril de 2014   |
| Unsolicited             | 24 de agosto de 2015  |
| Return of the Obra Dinn | 18 de octubre de 2018 |